# Valromey
La Valromey è allo stesso tempo una valle ed una regione storica della Francia, che si trova al centro del Bugey ed è attraversata dal fiume Séran.

## Toponimia

Stemma della regione

Il toponimo deriva dal  francoprovenzale Verromey. Attestazioni più antiche compaiono nei testi con i nomi di Verrumensi (1110), Veromensi (1142) e Verrometum (1169). Questa evoluzione toponomastica a sua volta proviene senza dubbio dal latino Venetonimagus o, ancor precedentemente, da Vernemetonimagos.

## Geografia
Le Valromey appartiene al massiccio del Giura  e s'apre ad Artemare quando si proviene da sud. Essa comprende 17 comuni del dipartimento dell'Ain:
Artemare, Belmont-Luthézieu, Béon, Brénaz, Champagne-en-Valromey (capoluogo del cantone di Champagne-en-Valromey), Chavornay, Hotonnes, Le Grand-Abergement, Le Petit-Abergement, Lochieu, Lompnieu, Ruffieu, Songieu, Sutrieu, Talissieu, Vieu e Virieu-le-Petit; quattordici di questi appartengono all'attuale cantone di Champagne-en-Valromey e tre a quello di Brénod. Prosegue a nord con il plateau de Retord.

## Storia

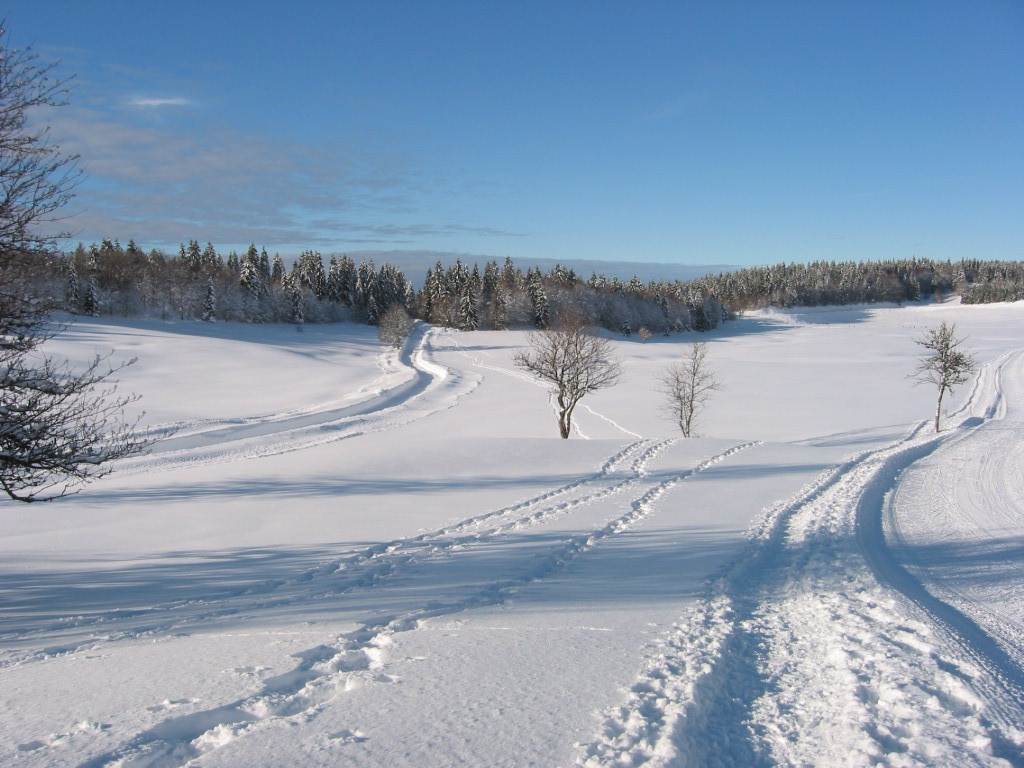
Veduta del plateau de Retord, inverno 2003.

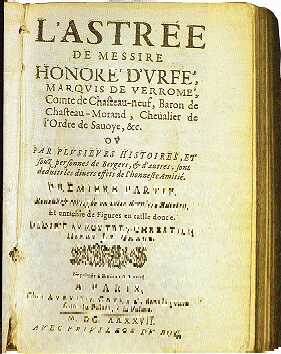
Pagina di copertina di un'edizione de L'Astrea del XVII secolo.

### La Valromey savoiarda
La Valromey e il Canton Vaud furono acquisiti da Amedeo VI di Savoia, con il Trattato di Parigi del 5 gennaio 1355, che fissava i confini fra la contea di Savoia e il Delfinato.

### La Valromey diviene francese

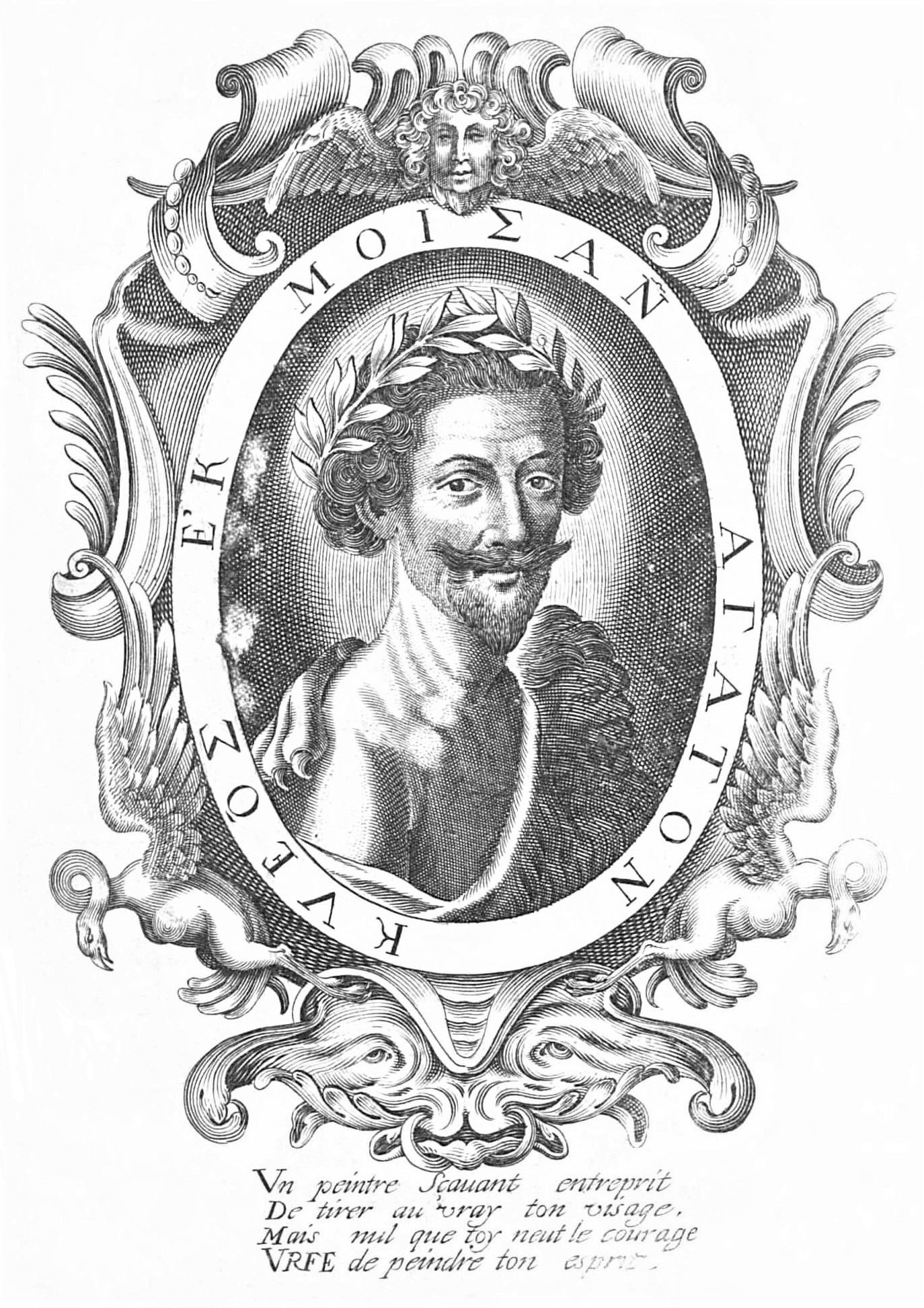
Ritratto di Honoré d'Urfé nel 1632.

Il 17 gennaio 1601, a conclusione della breve guerra franco-savoiarda, il trattato di Lione, stipulata fra Enrico IV di Francia e Carlo Emanuele I di Savoia sancì il passaggio al regno di Francia (insieme ad altri territori oltralpe)  del Valromey. Le terre di Honoré d'Urfé, in particolare quelle di Virieu-le-Grand e di Bâgé-le-Châtel passarono dunque dal ducato di Savoia al regno di Francia. Signore di Châteauneuf e di Virieu, Honoré d'Urfé dovette prestare giuramento di fedeltà al suo nuovo sovrano, Enrico IV di Francia: il 18 aprile 1602 Honoré d'Urfé rese conto all'inviato del re delle sue signorie di Châteauneuf, di Virieu-le-Grand e di Senoy. Successivamente queste tre signorie vennero raggruppate nella contea di Valromey. Testimoni dell'omaggio al re di Francia erano amici fedeli di Honoré d'Urfé : Gaspard de Genétines (l'Agathon delle Epîtres Morales), Gaspard de Jas (già testimone al matrimonio d'Honoré d'Urfé) e François de Foussat, un forézien (cioè originario del Forez).
Il passato savoiardo di Honoré d'Urfé, nonostante avesse sposato Diana di Châteaumorand, provocò la diffidenza francese nei suoi confronti e sia lui che l'amico Gaspard de Genétines, furono sospettati di aver partecipato al complotto ordito contro il re da Charles de Gontaut-Biron nel 1602.
Da 1602 al 1612, per meglio integrarsi nella nuova patria, Honoré d'Urfé, non si fregiava più dei suoi titoli di savoiardo. Nel 1607, la prima edizione ufficiale de L'Astrea è dedicata al «Re cristianissimo Enrico il Grande». A seguito, ne L'Astrea, Honoré d'Urfé fa l'elogio postumo di Enrico IV. Tutta questa sua buona volontà gli ottenne il titolo di marchese di Valromey e di Bâgé nel 1612.